# باد دورنبرغ
باد دورنبرغ (بالألمانية: Bad Dürrenberg) هي بلدة ألمانية تقع في ألمانيا في ساكسونيا أنهالت.[بحاجة لمصدر] يقدر عدد سكانها بـ 12,570 نسمة .

## المدن التوأمة
مدن Caudebec-lès-Elbeuf، Ciechocinek، Encs وMelle هي مدن توأمة لـباد دورنبرغ.